# Eurycotis caudellana
Eurycotis caudellana är en kackerlacksart som beskrevs av Gurney 1942. Eurycotis caudellana ingår i släktet Eurycotis och familjen storkackerlackor.
Artens utbredningsområde är Kuba. Inga underarter finns listade i Catalogue of Life.